# Power & the Glory
Power & the Glory ist das fünfte Studioalbum der britischen Rockband Saxon, das im März 1983 erschien.

## Entstehung und Veröffentlichung
Die Erstveröffentlichung von Power & the Glory erfolgte im März 1983 bei Carrère Records. Das Album erschien in seiner Originalausführung als LP mit acht Titeln (Katalognummer: BFZ 38719). Im Folgejahr erschien das Album erstmals als CD-Ausführung (Katalognummer: 811 529-2). Am 17. April 2009 erschien eine remasterte Ausführung mit zwei zusätzlichen Remixen sowie sieben Demoaufnahmen, den sogenannten Kaley Studio Demos 1982 (Katalognummer: EMI 6993412).
Geschrieben wurden alle Lieder gemeinsam von den Saxon-Mitgliedern Biff Byford, Steve Dawson, Nigel Glockler, Graham Oliver und Paul Quinn. Für die Produktion aller Lieder zeichnete alleine Jeff Glixman verantwortlich. Die Aufnahmen erfolgten im Axis Sound Studio in Atlanta. Es ist das erste Studioalbum mit dem neuen Schlagzeuger Nigel Glockler. Pete Gill hatte die Band nach einer Verletzung verlassen.

## Titelliste
| #  | Titel                 | Länge |
| -- | --------------------- | ----- |
| 1. | "Power and the Glory" | 5:57  |
| 2. | "Redline"             | 3:38  |
| 3. | "Warrior"             | 3:47  |
| 4. | "Nightmare"           | 4:25  |

| #  | Titel                  | Länge |
| -- | ---------------------- | ----- |
| 5. | "This Town Rocks"      | 3:58  |
| 6. | "Watching the Sky"     | 3:43  |
| 7. | "Midas Touch"          | 4:13  |
| 8. | "The Eagle Has Landed" | 6:56  |

| #   | Titel                                  | Länge |
| --- | -------------------------------------- | ----- |
| 9.  | "Denim & Leather" (Live)               | 5:11  |
| 10. | "Suzie Hold On" (Jeff Glixman Version) | 5:01  |
| 11. | "Turn out the Lights" (Demo)           | 3:57  |
| 12. | "Stand Up and Rock" (Demo)             | 3:36  |
| 13. | "Power and the Glory" (Demo)           | 6:17  |
| 14. | "Saturday Night" (Demo)                | 4:11  |
| 15. | "Midas Touch" (Demo)                   | 4:07  |
| 16. | "Nightmare" (Demo)                     | 5:55  |
| 17. | "Redline" (Demo)                       | 3:37  |

## Mitwirkende
Band
- Biff Byford – Gesang
- Steve Dawson – Bassgitarre
- Nigel Glockler – Schlagzeug
- Graham Oliver – Gitarre
- Paul Quinn – Gitarre

Produktion
- Jeff Glixman – Produzent, Toningenieur
- Cheryl Bordagary – Toningenieur
- Les Horn – Toningenieur
- Axis Sound Studio, Atlanta – Aufnahmestudio, Abmischung
- Nic Tompkin – Coverdesign, Fotografie
- Chris Peyton – Design (Wiederveröffentlichung)
- Gavin Wright – Design (Wiederveröffentlichung)

## Rezeption
Eine retrospektive AllMusic-Rezension von Eduardo Rivadavia gab dem Album drei von fünf Sternen. Rivadavia kritisierte die Abmischung und schrieb, dass das Album „klingt, als wäre es in einer Blechdose aufgenommen worden, wenn auch in einer sehr, sehr großen Blechdose“, wodurch der „große, eindringliche und düstere“ Sound entfällt, der in der Vergangenheit der Band zu hören war. Er kritisierte auch das Material selbst und sagte, dass „trotz einiger Funken, die von Redline, Warrior und dem Proto-Thrashing This Town Rocks erzeugt wurden, letztendlich nur der hymnische Titelsong genug Durchhaltevermögen (und Ruhm) zeigte, um zu überzeugen...“ Der kanadische Journalist Martin Popoff schrieb genau das Gegenteil und bezeichnete Power & the Glory als das beste Album von Saxon. Er lobt die Produktion und den Beitrag des „neuen umwerfenden Schlagzeugers Nigel Glockler“ zur „Entfaltung einer Metal-Magie, die die Verkörperung der jetzt erreichten Ideale der NWOBHM darstellt“.
Im Jahr 2005 wurde Power & the Glory im Buch „The 500 Greatest Rock & Metal Albums of All Time“ der Zeitschrift Rock Hard auf Platz 376 gewählt.

## Chartplatzierungen
| ChartsChartplatzierungen       | Höchstplatzierung | Wochen |
| ------------------------------ | ----------------- | ------ |
| Deutschland (GfK)              | 28 (9 Wo.)        | 9      |
| Vereinigte Staaten (Billboard) | 155 (10 Wo.)      | 10     |
| Vereinigtes Königreich (OCC)   | 15 (9 Wo.)        | 9      |